# Tonowas
Tonowas, également connu sous les noms de Tonoas et de Dublon, est une île des Îles Truk, dans l'état de Chuuk aux États fédérés de Micronésie. Sa superficie est de 8,8 km². La population, répartie entre les villages de Nechap, Kuchua, Sangku, Enin, Yongku et l'île d'Etten, s'élevait à 3514 habitants lors du dernier recensement en 2010-04-04. L'île comprend une unique et étroite piste d'aviation et cinq écoles. Elle était un ancien quartier général de l'armée impériale japonaise pendant la Seconde Guerre mondiale. Des ruines de cette époque sont encore visibles, notamment les restes d'un mouillage d'hydravion et de grands réservoirs de stockage de carburant. Un bunker souterrain ayant abrité le siège de l'armée impériale japonaise est inscrit sur le registre national des lieux historiques des États-Unis. Un centre administratif japonais datant vers 1920-1930, dans la période du Mandat des îles du Pacifique, existe toujours et est actuellement utilisé comme bâtiment gouvernemental.